# Ousmane Barry
Elhadji Ousmane Barry (ur. 3 kwietnia 1991 w Konakry) – piłkarz gwinejski grający na pozycji napastnika.

## Kariera klubowa
Karierę piłkarską Barry rozpoczął w klubie Horoya AC z Konakry. W 2008 roku zadebiutował w jego barwach w pierwszej lidze gwinejskiej. Grał w nim do 2011 roku.
W 2011 roku Barry podpisał kontrakt z tunezyjskim klubem Étoile Sportive du Sahel wywodzącym się z miasta Susa. Następnie grał w takich klubach jak: Tammeka Tartu, AO Kavala, Kecskeméti TE, Panachaiki GE, Agrotikos Asteras, AE Larisa i Agrotikos Asteras. W 2017 roku przeszedł do saudyjskiego Al-Hazem FC.

## Kariera reprezentacyjna
W reprezentacji Gwinei Barry zadebiutował w 2011 roku. W 2012 roku został powołany do kadry na Puchar Narodów Afryki 2012.